# Elornis
Elornis (лат.) — род вымерших птиц. Остатки Elornis littoralis, восходящие к раннему олигоцену, были описаны во Франции в середине XIX века, но впоследствии были утеряны. Учёные с осторожностью относят этот род к фламингообразным.

## Описание
Ископаемые остатки Elornis littoralis и Elornis grandis были обнаружены в департаменте Верхняя Луара на юге Франции. Остатки Elornis littoralis включали неполную цевку, тибиотарзус, вилочку и кости таза. Французский палеонтолог Огюст Эмар рассматривал отдельно плечевую кость как остатки Elornis antiquus, но уже Альфонс Мильн-Эдвардс посчитал его синонимом E. littoralis. Остатки E. grandis известны по плечевой кости, которая, судя по описанию, была крупнее, чем у E. littoralis. Мильн-Эдвардс не сделал ни одной иллюстрации этого вида.
Английский натуралист Ричард Лидеккер писал, что ноги Elornis короче, чем у Phoenicopterus и длиннее, чем у Palaelodus. Верхняя часть передней поверхности цевки имеет глубокие борозды как у современных фламинго. Поверхности плечевой кости Elornis и современных фламинго в месте прикрепления мышц также схожи. У тибиотарзуса широкий межмыщелковый бугорок.

## Систематика
Эмар на двух сессиях Французского научного конгресса (фр. Congres Seientifique de France), состоявшегося в сентябре 1855 года, представил nomen nudum четыре рода и шесть видов ископаемых птиц, восходящих к раннему олигоцену, которые он обнаружил в департаменте Верхняя Луара. Остатки включали Elornis grandis, Elornis littoralis, Elornis antiquus (впоследствии признанный синонимом Elornis littoralis), Teracus littoralis, Dolichopterus viator, Camaskelus palustris (впоследствии признанный синонимом Dolichopterus viator). В 1867—1871 годы Мильн-Эдвардс в Oiseaux Fossiles de la France опубликовал подробное исследование этих остатков, именно ним руководствовалось большинство последующих авторов. В 1978 году американский палеонтолог Сторрс Лавджой Олсон провёл сравнительный анализ оригинальных описаний и сделанных Мильн-Эдвардсом и пришёл к выводу, что описанные остатки следует атрибутировать последнему. Мильн-Эдвардс имел доступ как к записям, так и к реальным остаткам, однако в работах 1933, 1972, 1978, 1980 годов говорилось о невозможности обнаружить их местонахождение, сохранились только иллюстрации.
В 1891 году Лидеккер описал найденную в графстве Гэмпшир на юге Англии плечевую кость Elornis anglicus из позднего эоцена, размеры которой были схожи с Palaelodus gracipiles и заметно меньше, чем у Elornis littoralis. В 1976 году британские палеонтологи Колин Харрисон и Сирил Уолкер признали его синонимом Actiornis anglicus и отнесли к семейству ибисовых (Threskiornithidae). Таким образом, род Elornis остаётся известным лишь по описаниям и иллюстрациям Мильн-Эдвардса.
Возможно, Elornis littoralis действительно относится к фламингообразным, однако для подтверждения этого предположения недостаточно данных. Немецкий палеонтолог Геральд Майр отмечает схожую с фламинго оцень тонкую и длинную цевку, а чешский орнитолог Иржи Мликовский — отличный от фламинго тибиотарзус.
Paleobiology Database относит к роду два вымерших вида:
- Elornis grandis Milne-Edwards, 1870
- Elornis littoralis Milne-Edwards, 1868